# 송파대로
송파대로(松坡大路)는 서울특별시 송파구 장지동 복정역 교차로와 광진구 자양동 잠실대교북단을 잇는 왕복 10차선 도로이다. 전 구간이 국도 제3호선, 서울특별시도 제71호선에 해당한다.

## 역사
- 1972년 7월 1일 : 송파로로 정해졌다.[1][2]
- 1981년 4월 30일 : 확장공사가 준공되었다.[3]
- 1984년 11월 7일 : 송파로에서 송파대로 (복정역 - 잠실대교, 6.3 km)로 변경되었다.
- 2008년 1월 19일 : 중앙버스전용차로 (복정역 - 잠실역, 5.7 km)가 개통되었다.

## 노선
- 표기한 서울특별시도는 안내용이다.

전 구간이 국도 제3호선, 서울특별시도 제71호선에 속하기 때문에 이 두 노선에 대한 중복 표시는 따로 하지 않는다.
| 이름                                            | 접속 노선                          | 소재지          | 소재지          | 비고            |
| 성남대로와 직결                                 | 성남대로와 직결                    | 성남대로와 직결 | 성남대로와 직결 | 성남대로와 직결 |
| ----------------------------------------------- | ---------------------------------- | --------------- | --------------- | --------------- |
| 복정역 교차로 (복정역)                          | 지방도 제342호선 (헌릉로)          | 서울특별시      | 송파구          | 기점            |
| 송파 나들목                                     | 100호선 수도권제1순환고속도로      | 서울특별시      | 송파구          |                 |
| 장지교 교차로                                   | 탄천동로 송파대로4길 위례중앙로    | 서울특별시      | 송파구          |                 |
| 장지교                                          |                                    | 서울특별시      | 송파구          |                 |
| 장지역 (가든파이브)                             | 충민로                             | 서울특별시      | 송파구          |                 |
| 문정역 교차로 (문정역)                          | 문정로                             | 서울특별시      | 송파구          |                 |
| 올림픽훼밀리타운                                | 동남로                             | 서울특별시      | 송파구          |                 |
| 가락시장역 교차로 (가락시장역) (중앙전파관리소) | 중대로                             | 서울특별시      | 송파구          |                 |
| 가락시장 교차로 (송파지하차도)                  | 서울특별시도 제92호선 (양재대로)   | 서울특별시      | 송파구          |                 |
| 송파역                                          |                                    | 서울특별시      | 송파구          |                 |
| 송파사거리                                      | 가락로                             | 서울특별시      | 송파구          |                 |
| 석촌역 교차로 (석촌역)                          | 백제고분로                         | 서울특별시      | 송파구          |                 |
| 석촌호수 교차로                                 | 석촌호수로                         | 서울특별시      | 송파구          |                 |
| 잠실호수교                                      |                                    | 서울특별시      | 송파구          |                 |
| 잠실역 교차로 (잠실역)                          | 서울특별시도 제90호선 (올림픽로)   | 서울특별시      | 송파구          |                 |
| 잠실대교 남단                                   | 올림픽로35길                       | 서울특별시      | 송파구          |                 |
| 잠실대교 분기점                                 | 서울특별시도 제88호선 (올림픽대로) | 서울특별시      |                 |                 |
| 잠실대교북단                                    | 서울특별시도 제70호선 (강변북로)   | 광진구          |                 |                 |
| 자양로와 직결                                   |                                    |                 |                 |                 |

## 중앙버스전용차로
2008년 1월 19일에 개통되어 복정역에서 잠실역까지 시행 중이다.

## 사진

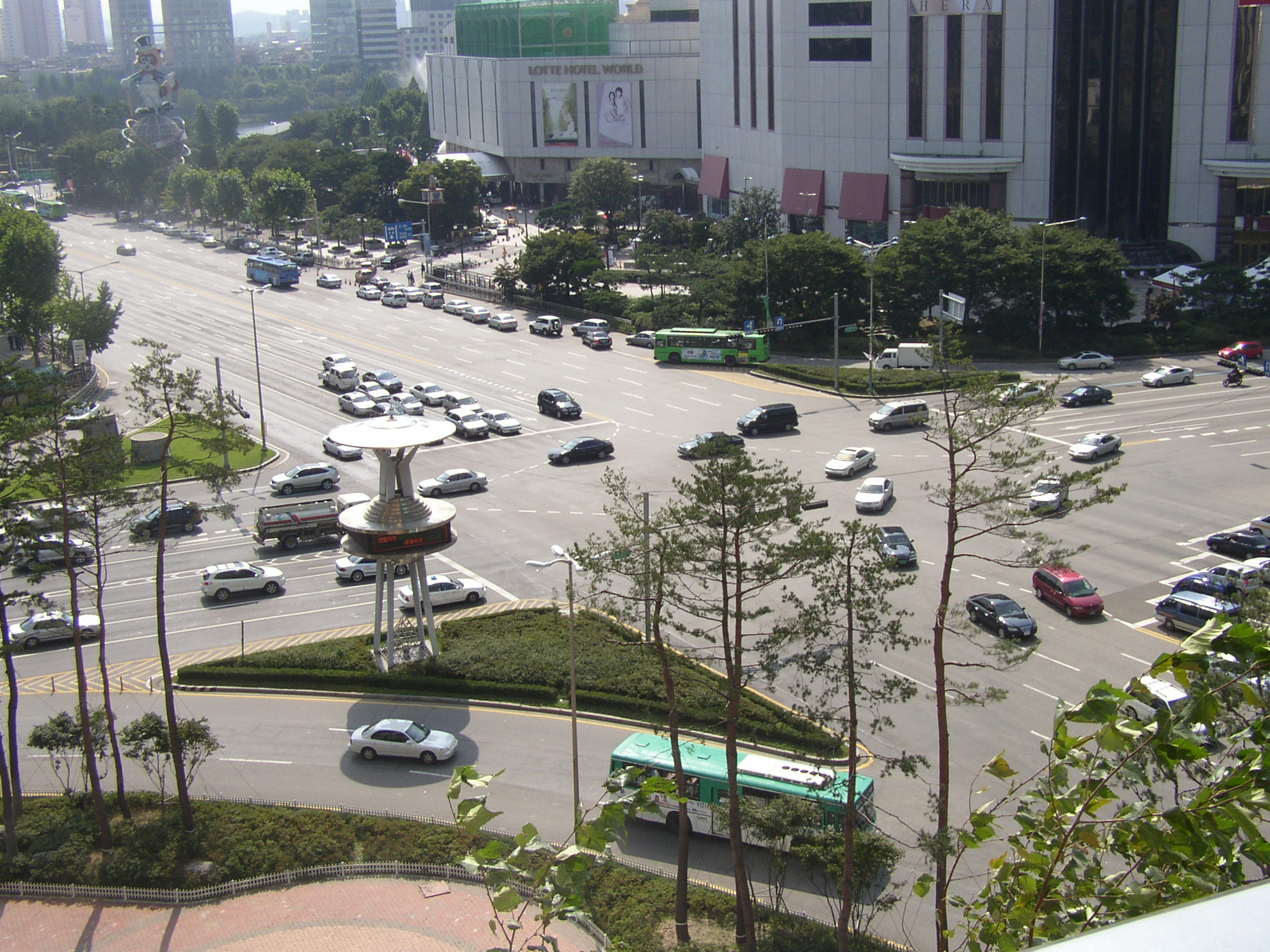
잠실역
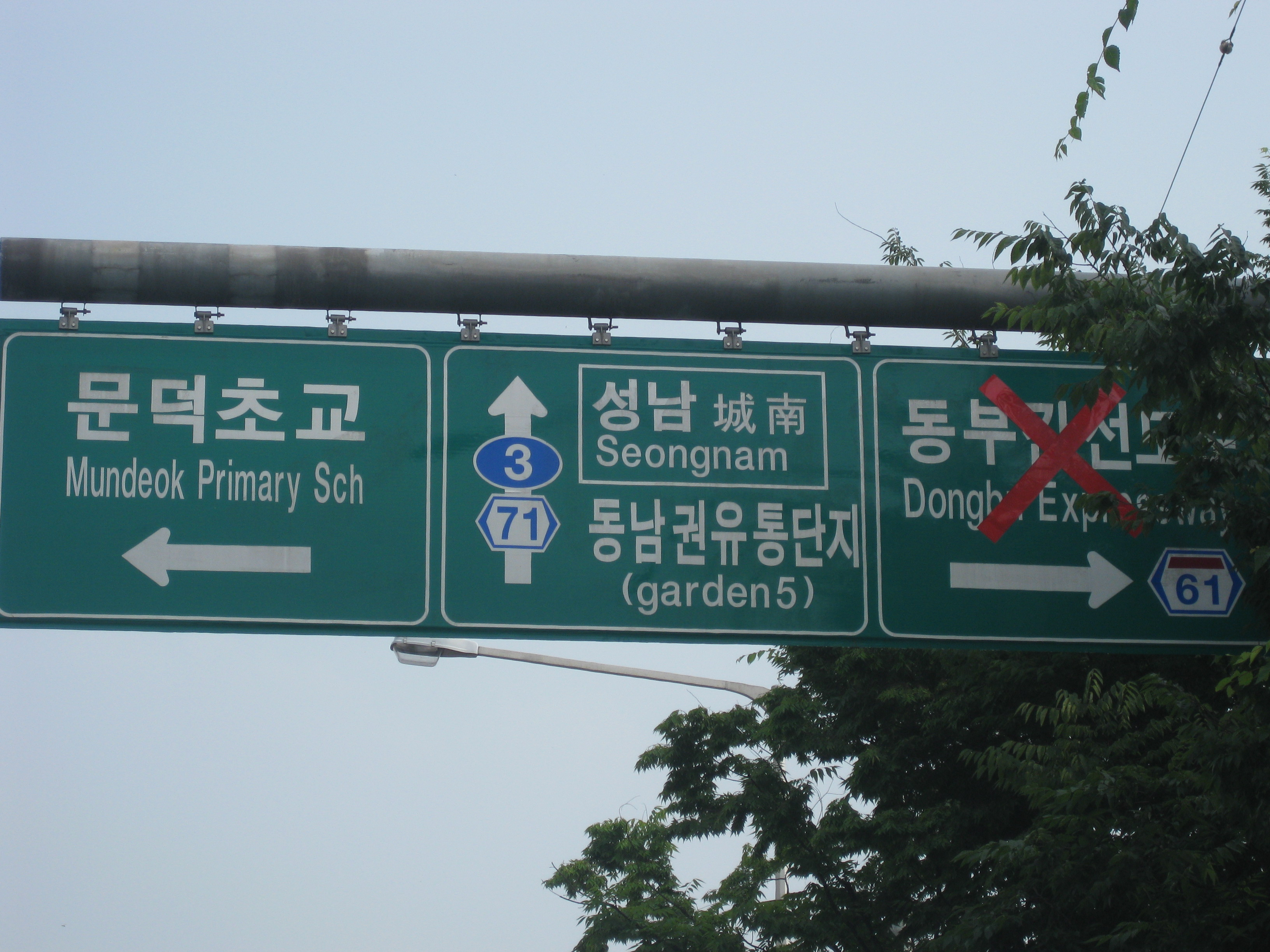
건영아파트앞 과거 표지판